# IC 3982
IC 3982 је појединачна звијезда у сазвјежђу Ловачки пси која се налази на листи објеката дубоког неба у Индекс каталогу.
Деклинација објекта је + 40° 4' 54" а ректасцензија 12h 59m 18,6s.